# Нефтяной кокс
Кокс нефтяной (углерод нефтяного происхождения) — твёрдый остаток вторичной переработки нефти или нефтепродуктов. Используется для изготовления электродов и коррозионностойкой аппаратуры, восстановитель при получении ферросплавов и др.

## Технология изготовления и область применения
| Технология изготовления и область применения нефтяных коксов | Технология изготовления и область применения нефтяных коксов        | Технология изготовления и область применения нефтяных коксов               |
| Марка кокса                                                  | Технология изготовления                                             | Область применения                                                         |
| ------------------------------------------------------------ | ------------------------------------------------------------------- | -------------------------------------------------------------------------- |
| КНПС-СМ                                                      | Коксование в кубах смолы пиролиза                                   | Производство углеродных конструкционных материалов специального назначения |
| КНПС-КМ                                                      | То же                                                               | Производство углеродных конструкционных материалов                         |
| КНГ                                                          | Коксование в кубах нефтяных остатков                                | Производство графитированной продукции                                     |
| КЗГ                                                          | Замедленное коксование (кокс с кусками размером 8…250 мм)           | То же                                                                      |
| КЗА                                                          | То же                                                               | Производство алюминия                                                      |
| КНА                                                          | Коксование в кубах нефтяных остатков                                | То же                                                                      |
| КЗО                                                          | Замедленное коксование (коксовая мелочь с кусками размером до 8 мм) | Производство абразивов и другой продукции                                  |

## Характеристики
| Характеристики нефтяных коксов (ГОСТ 22898-78)      | Характеристики нефтяных коксов (ГОСТ 22898-78) | Характеристики нефтяных коксов (ГОСТ 22898-78) | Характеристики нефтяных коксов (ГОСТ 22898-78) | Характеристики нефтяных коксов (ГОСТ 22898-78) | Характеристики нефтяных коксов (ГОСТ 22898-78) | Характеристики нефтяных коксов (ГОСТ 22898-78) | Характеристики нефтяных коксов (ГОСТ 22898-78) | Характеристики нефтяных коксов (ГОСТ 22898-78) |
| Показатели                                          | КНПС-СМ                                        | КНПС-КМ                                        | КНГ                                            | КЗГ                                            | КЗА высший сорт                                | КЗА первый сорт                                | КНА                                            | КЗО                                            |
| --------------------------------------------------- | ---------------------------------------------- | ---------------------------------------------- | ---------------------------------------------- | ---------------------------------------------- | ---------------------------------------------- | ---------------------------------------------- | ---------------------------------------------- | ---------------------------------------------- |
| Массовая доля, %, не более:                         |                                                |                                                |                                                |                                                |                                                |                                                |                                                |                                                |
| Общей влаги                                         | 3,0                                            | 3,0                                            | 3,0                                            | 3,0                                            | 3,0                                            | 3,0                                            | 3,0                                            | 3,0                                            |
| Летучих веществ                                     | 6,0                                            | 6,0                                            | 8,0                                            | 9,0                                            | 7,0                                            | 9,0                                            | 8,0                                            | 11,5                                           |
| Серы                                                | 0,2                                            | 0,4                                            | 1,0                                            | 1,0                                            | 1,2                                            | 1,5                                            | 1,0                                            | 1,5                                            |
| Зольность, %                                        | 0,15                                           | 0,3                                            | 0,5                                            | 0,6                                            | 0,4                                            | 0,6                                            | 0,5                                            | 0,8                                            |
| Массовая доля мелочи, %, не более:                  |                                                |                                                |                                                |                                                |                                                |                                                |                                                |                                                |
| Куски размером менее 25 мм                          | 4,0                                            | 4,0                                            | -                                              | -                                              | -                                              | -                                              | -                                              | -                                              |
| Куски размером менее 8 мм                           | -                                              | -                                              | 10                                             | 10                                             | 8                                              | 10                                             | 10                                             | -                                              |
| Истираемость, %, не более                           | 9,0                                            | 11,0                                           | -                                              | -                                              | -                                              | -                                              | -                                              | -                                              |
| Действительная плотность                            | 2,04-                                          | 2,04-                                          | 2,08-                                          | 2,08-                                          | 2,10-                                          | 2,08-                                          | 2,08-                                          | -                                              |
| после прокаливания при 1300 °C в течение 5 ч, г/см3 | 2,08                                           | 2,08                                           | 2,13                                           | 2,13                                           | 2,13                                           | 2,13                                           | 2,13                                           | -                                              |